# Lakeith Stanfield
Lakeith Lee Stanfield (sinh ngày 12/8/ 1991), đôi khi ghi danh là Keith Stanfield, là diễn viên, rapper người Mỹ.
Phim điện ảnh đầu tiên của Stanfield là Short Term 12 (2013), vai diễn mang về cho anh một đề cử giải Giải Tinh thần độc lập.

## Danh sách phim

### Điện ảnh
| Năm  | Phim                       | Vai diễn                    | Ghi chú |
| ---- | -------------------------- | --------------------------- | ------- |
| 2014 | Ngày thanh trừng: Hỗn loạn | Young Ghoul Face            |         |
| 2019 | Kẻ đâm lén                 | Thanh tra Lieutenant Elliot |         |